# Czerników Opatowski
Czerników Opatowski est une localité polonaise de la gmina et du powiat d'Opatów en voïvodie de Sainte-Croix.